# 高雄市音樂館
22°37′40″N 120°17′13″E / 22.627667°N 120.286944°E

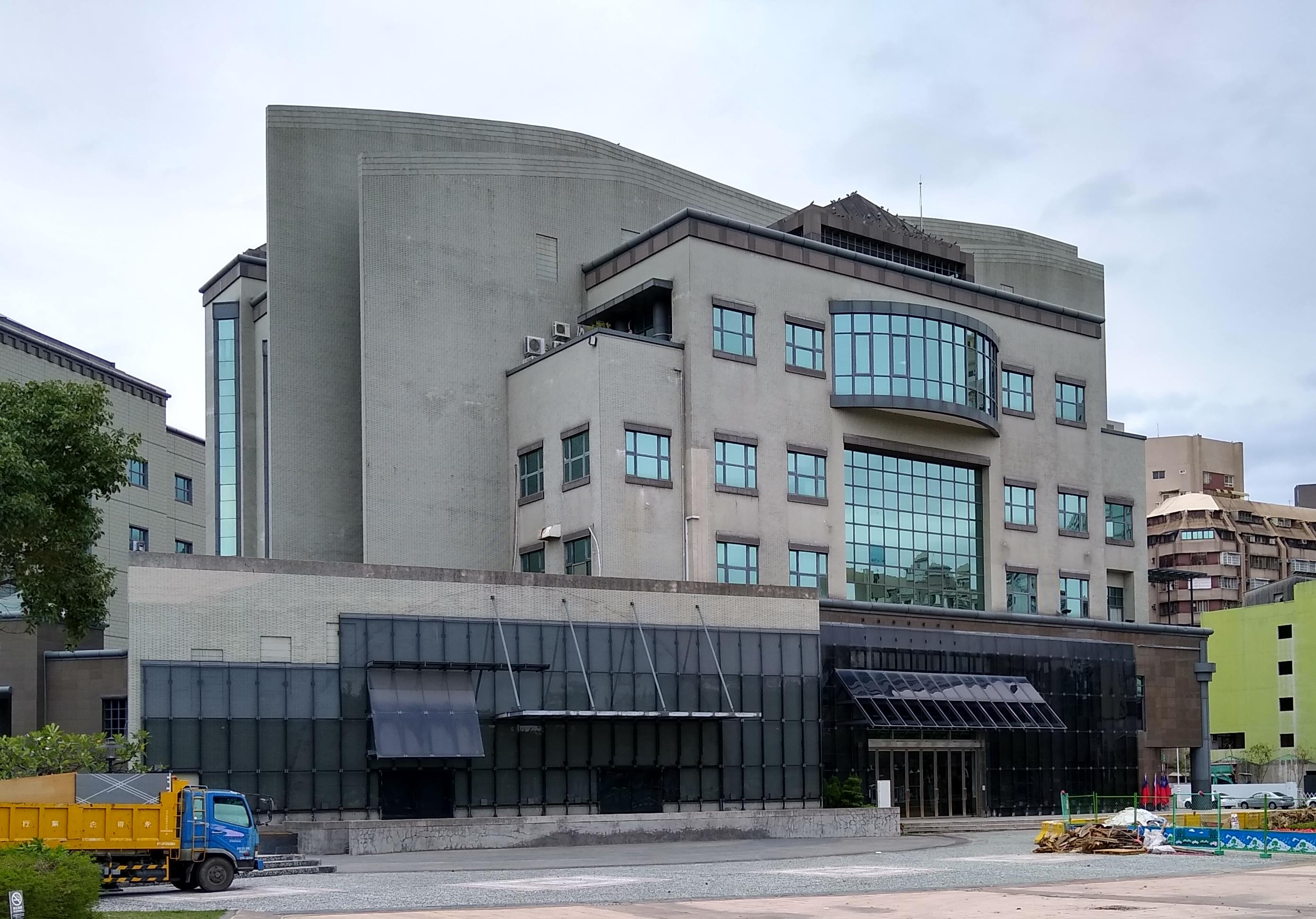
高雄市音樂館

高雄市音樂館位於高雄市鹽埕區，成立於西元2000年11月，與高雄市立歷史博物館並立於愛河旁。
高雄市音樂館位於中正四路與河西路交叉口，為五層樓建築物，其中一至三樓為音樂演奏廳，四、五樓分別為高雄市交響樂團和高雄市國樂團的辦公室及排練室。音樂演奏廳座位有384個，適合小型室內樂、絲竹樂的表演，兩旁為行政辦公室及排練室。環繞音樂廳迴廊為音樂研習教室、視聽室和圖書室等。音樂館地下室連結高雄國際會議中心，共設有476個停車位。音樂館外圍廣場則設有露天音樂表演台。

## 交通

### 高雄捷運
- 橘線：捷運鹽埕埔站2號出口步行550公尺

### 公車
站牌名為《歷史博物館(高雄國際會議中心)》、《歷史博物館(大公路)》
| 編號           | 經營業者   | 區間                                     | 備註                                    |
| -------------- | ---------- | ---------------------------------------- | --------------------------------------- |
| 168西區間      | 漢程客運   | 金獅湖站－金獅湖站                       | 停靠《歷史博物館(高雄國際會議中心)》    |
| 168東區間      | 漢程客運   | 金獅湖站－金獅湖站                       | 停靠《歷史博物館(高雄國際會議中心)》    |
| 25             | 統聯客運   | 瑞豐站－歷史博物館                       | 停靠《歷史博物館(高雄國際會議中心)》    |
| 33             | 漢程客運   | 金獅湖站－捷運鹽埕埔站                   | 停靠《歷史博物館(大公路)》              |
| 覺民幹線（60） | 高雄客運   | 駁二藝術特區－夢裡活動中心               | 停靠《歷史博物館(高雄國際會議中心)》    |
| 76             | 漢程客運   | 金獅湖站－歷史博物館（高雄國際會議中心） | 停靠《歷史博物館(高雄國際會議中心)》    |
| 昌福幹線（77） | 漢程客運   | 金獅湖站－歷史博物館（高雄國際會議中心） | 停靠《歷史博物館(高雄國際會議中心)》    |
| 82A            | 漢程客運   | 瑞豐站－歷史博物館                       | 停靠《歷史博物館(大公路)》              |
| 82B            | 漢程客運   | 瑞豐站－捷運西子灣站                     | 停靠《歷史博物館(大公路)》              |
| 99             | 港都客運   | 香蕉棚（棧二庫棧二之一庫）－慈德堂       | 停靠《歷史博物館(大公路)》              |
| 219            | 港都客運   | 加昌站－捷運鹽埕埔站                     | 停靠《歷史博物館(大公路)》              |
| 224            | 高雄客運   | 楠梓－歷史博物館                         | 例假日停駛。 停靠《歷史博物館(大公路)》 |
| 248            | 南台灣客運 | 建軍站（捷運衛武營站）－鼓山輪渡站       | 停靠《歷史博物館(高雄國際會議中心)》    |
| 248 區間       | 南台灣客運 | 高雄車站－鼓山輪渡站                     | 停靠《歷史博物館(高雄國際會議中心)》    |
| 紅52           | 南台灣客運 | 臺鐵新左營站－中山大學                   | 停靠《歷史博物館(高雄國際會議中心)》    |
| 8001           | 高雄客運   | 大公路－高雄客運林園站                   |                                         |

### 公共自行車
- 高雄市公共自行車租賃系統：
  - 高雄市音樂館：河西路99號
  - 高雄國際會議中心：中正四路274號東南側

## 臨近景點
- 高雄國際會議中心
- 高雄市立歷史博物館
- 高雄市二二八和平公園

## 外部連結
- 高雄市音樂館[]